# 마츠이 나오코
마츠이 나오코(松井菜桜子, 1961년 4월 4일 ~ )는 일본의 성우이다. 본명은 오가와 나오코(小川 菜桜子)이다.

## 출연작

### TV 애니메이션
1971년
- 루팡 3세 시리즈(키쿄)

1985년
- 하이스쿨 기면조(우루 치에)

1986년
- 싱글벙글 우주탐험대(바르바라)
- 기동전사 건담 ZZ(루 루카)

1987년
- 울트라B(타케미)
- 오렌지 로드(카스가 아카네)
- 머신로보 완승 배틀 해커즈(미아 화이트)

1988년
- 초음전사 보그맨(카츠라 미키)
- 오소마츠군(토토코, 여섯 쌍둥이)
- 소공자 세디(브리짓)

1989년
- 수신 라이가(유이)
- 용의 아들(스핀짱)
- 피터팬의 모험(웬디)
- 란마 1/2 시리즈(시라토리 아즈사(나백조))
- 아이돌전설 에리코(아사기리 레이)

1990년
- 로빈 훗의 모험(마리안 랭카스터)
- 소년기사 라무 : NG 기사 라무네 & 40(카페오레(레스카))

1991년
- 말짱 꽝돌이(아사이 카네코, 야마다 사키코)

1992년
- 미캉의 그림일기(키리)
- 모험자(필리파)

1994년
- 떴다! 럭키맨(키레이다 미요)
- 마법진 구루구루(룬룬(룰루))

1995년
- 버츄어 파이터 2(파이 챈)
- 신기동전기 건담 W(도로시 카탈로니아)

1996년
- 기동전함 나데시코(이네스 프레상쥬)
- 소년기사 라무 : VS 기사 라무네 & 40염(카페오레(레스카))
- 명탐정 코난(스즈키 소노코)
- 키코짱의 스마일(도지마 쇼코(양지수))

1997년
- 사일런트 뫼비우스(카즈미 리큐르)
- 맑음 때때로 뿌이뿌이(하타케야마 야스에(엄마))

1998년
- 돌격! 빳빠라대(란코)

1999년
- 신풍괴도 쟌느(토우다이지 미야코(강채영))

2000년
- 은장기공 오디안(모니카)
- 신 마법진 구루구루(룬룬 페르멜(룰루)

2002년
- 7인의 나나(멜로디 하니)
- 와일드 7 another(한펜)
- 건방진 천사(타나카 케이코)

2003년
- D.C 다카포(시라카와 코요미)
- E'S OTHERWISE(Dr. 치가야)
- 포트리스(지나, 붉은장미(쿠레나이))

2004년
- 암굴왕(빅토리아 드 당글라르)

2005년
- D.C 다카포 세컨드 시즌(사에키 코요미)
- 기동신선조 불타라 검(히지카타 토시에)

2006년
- Gift ~eternal rainbow~(히메무라 네네)
- 결계사(히메)
- 데스노트(미소라 나오미)
- 두 사람은 프리큐어 Splash Star(미즈 시타타레(워터타레))
- 쓰르라미 울 적에(케이이치의 어머니)
- 에어기어 ~하늘을 달리는 날개~(노야마노 리카)
- 키라링☆레볼루션(히가시야마 카오루코(나혜리))

2007년
- 프리즘 아크(미부 카린)

2008년
- 장난스런 키스(이리에 노리코)

2011년
- 진지하게 날 사랑해!(쿠기 아게하)

2013년
- 원피스(모네)

2014년
- 해피니스 차지 프리큐어!(리본)

### OVA
1987년
- 더 사무라이(카게리)
- 파사대성 단가이오(파이 산다)

1988년
- 가이(아르카나)

1989년
- 라이딩 빈(라리 빈센트)

1991년
- 마물헌터 요코(레이코)
- 매드 불 34(재키)

1994년
- 나의 지구를 지켜줘(코쿠쇼 사쿠라, 슈스란)
- 신 큐티하니(보석공주)
- 컴파일러(컴파일러)

1995년
- 비져너리 1(사유리)
- 황룡의 귀(노부코)

1998년
- 유리가면 OVA(히메카와 아유미(신유미))

2003년
- 기동신선조 불타라 검 OVA(히지타카 토시에)

2004년
- 엔젤 블레이드 푸니시!(위도우)

2008년
- DaCapo Innocent Finale(사에키 코요미)

### 극장판
1986년
- 윈다리아(아나스)
- 갈포스 Eternal Story(라비)

1991년
- 사일런트 뫼비우스(카즈미 리큐르)

1992년
- 기동전사 건담 0083 : 지온의 잔광(포라 길리쉬)
- 사일런트 뫼비우스 2(카즈미 리큐르)

1997년
- 명탐정 코난 극장판 시리즈(스즈키 소노코)

1998년
- 기동전함 나데시코 The Prince of Darkness(이네스 프레상쥬)

2008년
- 명탐정 코난: 전율의 악보(스즈키 소노코)

2016년
- 명탐정 코난 에피소드 “원” 작아진 명탐정(스즈키 소노코)

2017년
- 명탐정 코난: 진홍의 연가(스즈키 소노코)

2019년
- 명탐정 코난: 감청의 권(스즈키 소노코)

2021년
- 명탐정 코난: 비색의 부재증명(스즈키 소노코)

2022년
- 명탐정 코난: 할로윈의 신부(스즈키 소노코)

2024년
- 명탐정 코난: 100만 달러의 오릉성(스즈키 소노코)

### 게임
- 속공 생도회 (핫토리 나오코)

1994년
- 건버드 (안냥)

1996년
- 혼테드 카지노 (아크레나 마메니아)

1997년
- 천외마경 제4의 묵시록 (선혈의 베라돈나)
- 실루엣 미라쥬 (게헤나)
- 발크 슬래시 (루비아 루트)

1998년
- 소년탐정 김전일2 지옥 유원 살인 사건 (사오토메 료코)

1999년
- 아크 더 래드3 (안리에타 로슈폴)

2001년
- 슈퍼 로봇 대전α 외전 (캐롤 캴) ※요시다 리호코 대역
- 그로우 랜서II (리비에라 마리우스)
- 고에몽 신세대 습명! (키요 공주)

2002년
- 기동 신선조 불타라 검 (히지카타 토시에)

2003년
- 제2차 슈퍼 로봇 대전α (코로스) ※노부사와 미에코 대역
- 슈퍼 로봇 대전IMPACT (코로스) ※노부사와 미에코 대역
- My Merry Maybe (사사히라 유마)
- D.C.P.S. ~다카포~ 플러스 시츄에이션 (시라카와 코요미)
- 바텐 카이트스 끝나지 않는 날개와 없어진 바다 (코렐리)

2005년
- D.C. Four Seasons ~다카포~ 포 시즌즈 (사에키 코요미)

2006년
- 바텐 카이트스II 시작의 날개와 신들의 사자 (카렐리)
- Gift -Prism- PS2판 (히메쿠라 네네)

2007년
- 쓰르라미 울 적에 축제 (마에하라 아이코)
- 건담무쌍 (루 루카)

2008년
- PRISM ARK -AWAKE- PS2판 (미부 카린)
- 인피니트 언디스커버리 (스바루)

## 더빙
※더빙작의 경우 정확한 방송 시기를 알아내기 힘들어 제작국의 제작연도로 대체하였음.

### 한국 애니메이션
2005년
- 장금이의 꿈(해야 의녀)